# Icacina oliviformis
Icacina oliviformis (Poir.) J.Raynal è una pianta appartenente alla famiglia delle Icacinaceae, originaria dell'Africa occidentale dell'Africa centrale e del Sudan.

## Descrizione

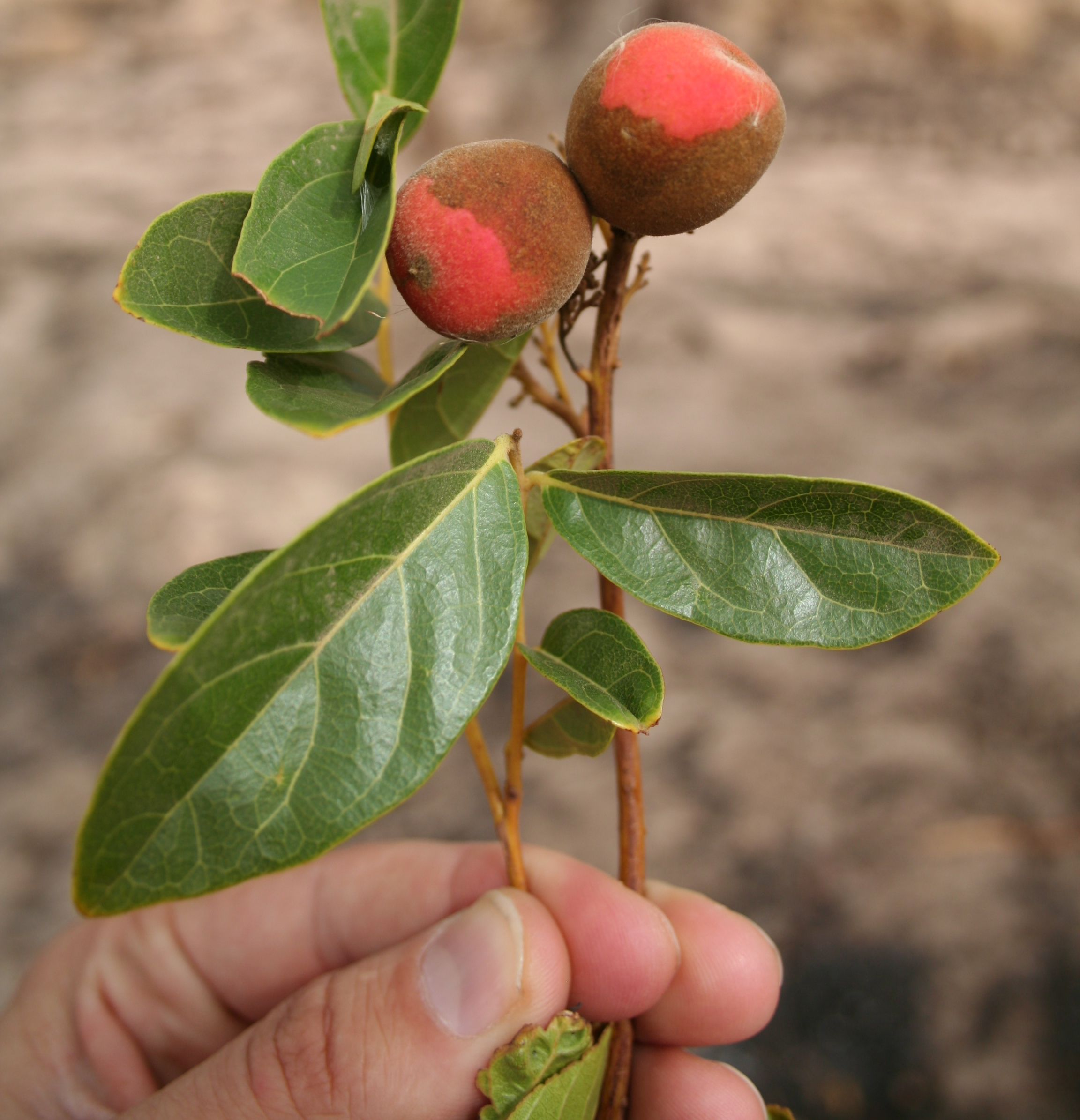
Frutti e foglie di I. oliviformis

I. oliviformis è un arbusto eretto o rampicante, quasi spoglio e resistente alla siccità, alto fino a circa 1 metro. La pianta forma grandi tuberi, alcuni con fittoni profondi e lunghi stoloni. I tuberi, che pesano diversi chilogrammi (fino ad oltre 50) e misurano 30-50 centimetri, possono talvolta produrre fino a diverse centinaia di steli lunghi fino a circa 1 metro ma normalmente ve ne sono circa 30; Non tutti gli steli producono fiori contemporaneamente. Esistono anche individui non fioriti, con molti meno steli e radici molto più piccole. La pianta è molto resistente e diventa rapidamente una pianta infestante.
Le foglie sono semplici ed alterne, a gambo corto. Sono lunghe 6-10 centimetri e larghe 4-8 centimetri, con margine interodi forma ovata o ellittica o lanceolata. Il picciolo è corto (circa 6 mm).
I. oliviformis forma infiorescenze terminali o ascellari, composte, a pannocchia. I piccoli fiori color crema, profumati e con stelo corto, sono quintupli con doppio perianzio. Il calice è molto piccolo, a forma di coppa, con punte corte e triangolari e presenta all'esterno una peluria fine e setosa. I petali sono lunghi fino a 7 millimetri e presentano anch'essi una peluria. I 5 stami liberi sono lunghi circa quanto i petali. L'ovario superiore ha peli densi e setosi. Lo stilo sottile, con uno stigma minimo, è lungo quanto gli stami.
I frutti, drupe tondeggianti di circa 2,5-3,5 cm di diametro, sono di colore dall'arancione all'arancio-rossastro e sono ricoperte da una peluria fine simile a quella della pesca. Il frutto contiene un grande nocciolo.

## Usi
I frutti dolci, contenenti polpa gelatinosa sono commestibili.
I tuberi radicali amari, fibrosi e leggermente velenosi, contenenti gommoresina vengono mangiati nei momenti di bisogno. Tuttavia, devono essere tenuti in ammollo per diversi giorni per eliminare le tossine. In alcuni casi, vengono anche coltivati.
I semi leggermente velenosi vengono trasformati in farina e consumati nei momenti di bisogno ma anch'essi devono essere messi a bagno per una settimana con cambi d'acqua giornalieri, poi essiccati al sole per 2 giorni e infine macinati in farina.